# 大島駅 (東京都)
大島駅（おおじまえき）は、東京都江東区大島五丁目にある、東京都交通局（都営地下鉄）新宿線の駅である。駅番号はS 15。

## 歴史
- 1978年（昭和53年）12月21日：開業[1]。
- 2007年（平成19年）3月18日：ICカード「PASMO」の利用が可能となる[2]。
- 2008年（平成20年）8月：エアコンをホーム・改札口に設置。

## 駅構造
島式ホーム2面3線を有する地下駅。待避線（2・3番線）は大島車両検修場への入出区線に通じており、当駅始発・終着列車が設定されている。また、急行の全列車が当駅で各駅停車との緩急接続を行う。
馬喰駅務管区馬喰駅務区管理。かつては馬喰駅務管理所大島駅務区であったが、馬喰駅務区に統合されている。定期券発売所設置（東京都営交通協力会に委託）。

### のりば
| 番線 | 路線       | 行先              | 備考             |
| ---- | ---------- | ----------------- | ---------------- |
| 1    | 都営新宿線 | 新宿・ 京王線方面 |                  |
| 2    | 都営新宿線 | 新宿・ 京王線方面 | 待避線、線路共有 |
| 3    | 都営新宿線 | 本八幡方面        | 待避線、線路共有 |
| 4    | 都営新宿線 | 本八幡方面        |                  |

（出典：都営地下鉄:駅構内図）

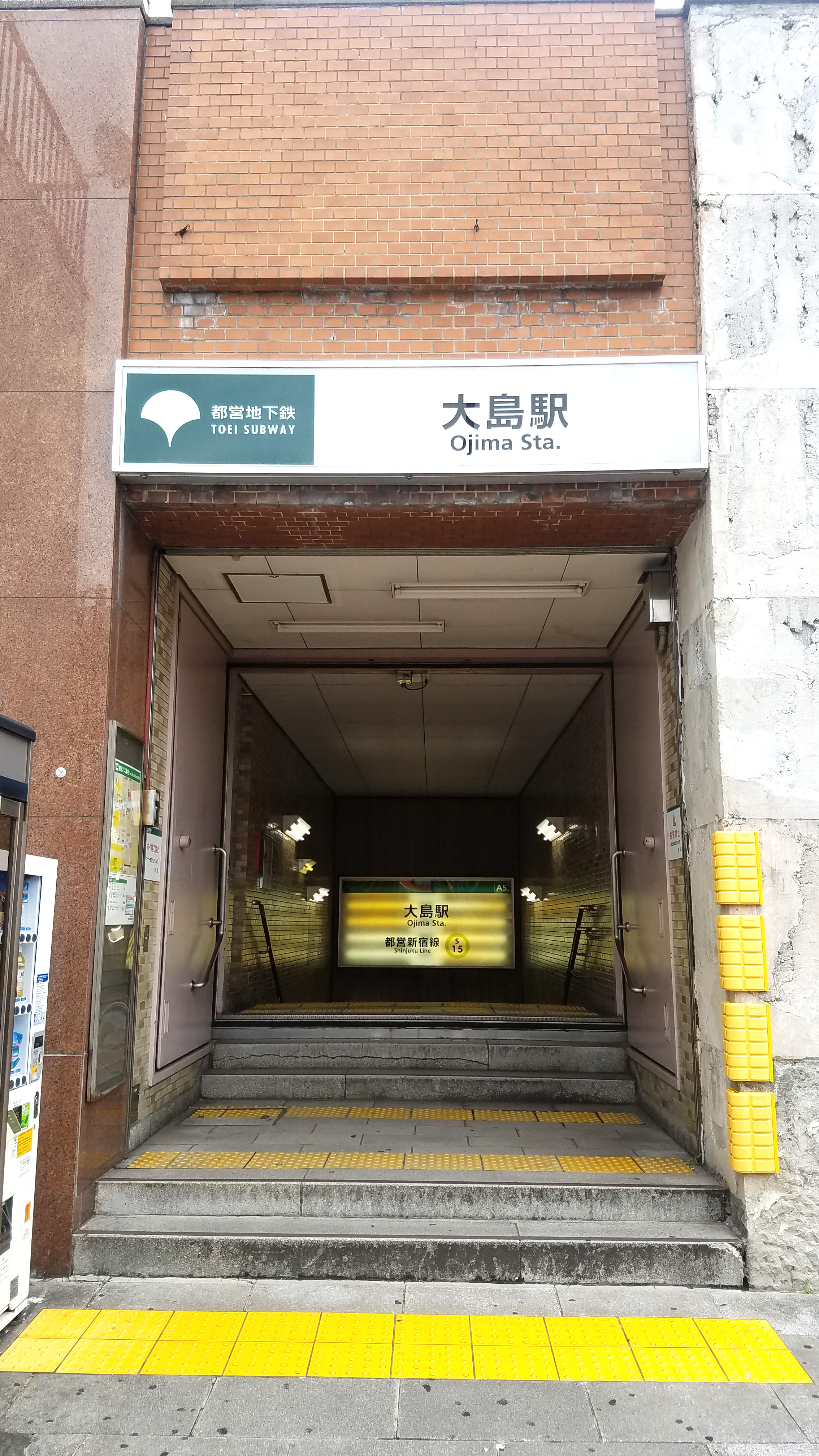
A5番出入口（2019年9月）
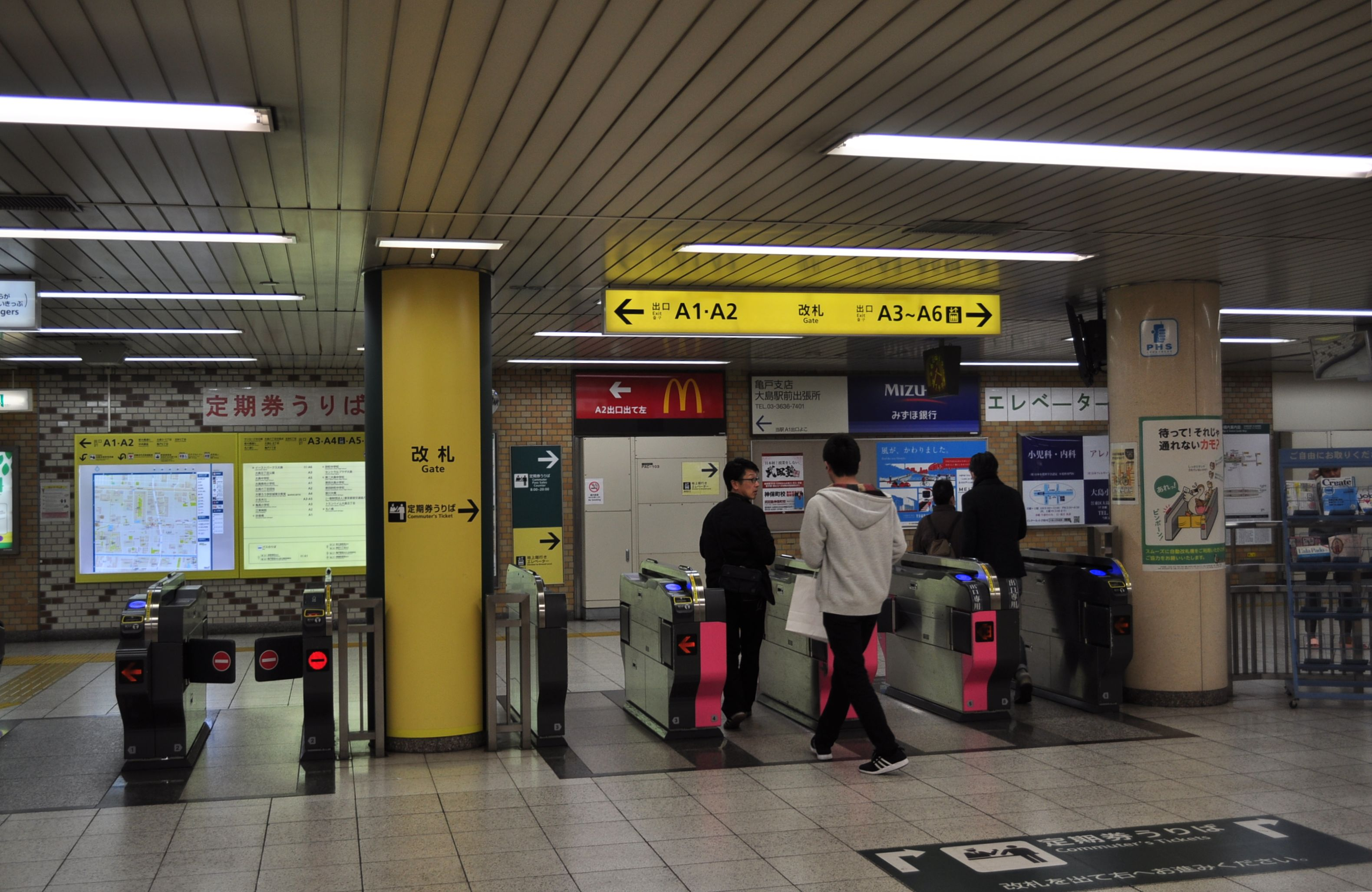
改札口（2018年3月）
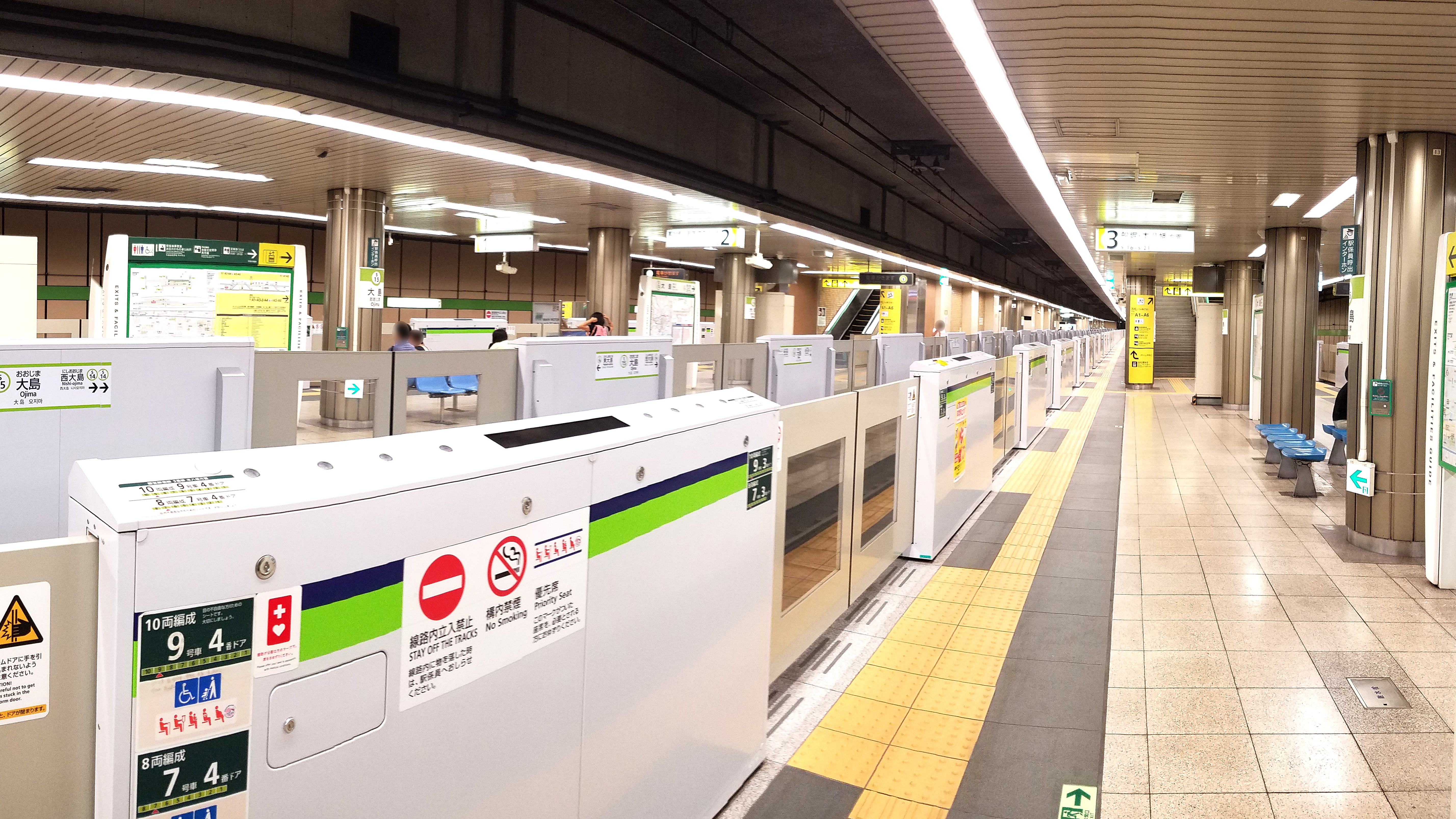
2・3番線ホーム（2019年8月）

## 利用状況
2023年（令和5年）度の1日平均乗降人員は30,671人（乗車人員：15,515人、降車人員：15,156人）である。都営新宿線の急行停車駅では最も少ない。
各年度の1日平均乗降・乗車人員の推移は下表の通り。
| 年度               | 1日平均 乗降人員 | 1日平均 乗車人員 | 出典       |
| ------------------ | ---------------- | ---------------- | ---------- |
| 1990年（平成02年） |                  | 15,753           | [ * 1 ]    |
| 1991年（平成03年） |                  | 16,000           | [ * 2 ]    |
| 1992年（平成04年） |                  | 15,825           | [ * 3 ]    |
| 1993年（平成05年） |                  | 15,611           | [ * 4 ]    |
| 1994年（平成06年） |                  | 15,140           | [ * 5 ]    |
| 1995年（平成07年） |                  | 14,227           | [ * 6 ]    |
| 1996年（平成08年） |                  | 14,178           | [ * 7 ]    |
| 1997年（平成09年） |                  | 14,507           | [ * 8 ]    |
| 1998年（平成10年） |                  | 14,655           | [ * 9 ]    |
| 1999年（平成11年） |                  | 14,071           | [ * 10 ]   |
| 2000年（平成12年） |                  | 14,036           | [ * 11 ]   |
| 2001年（平成13年） |                  | 14,112           | [ * 12 ]   |
| 2002年（平成14年） |                  | 14,205           | [ * 13 ]   |
| 2003年（平成15年） | 27,686           | 14,306           | [ * 14 ]   |
| 2004年（平成16年） | 27,486           | 14,211           | [ * 15 ]   |
| 2005年（平成17年） | 27,451           | 14,162           | [ * 16 ]   |
| 2006年（平成18年） | 28,013           | 14,375           | [ * 17 ]   |
| 2007年（平成19年） | 29,561           | 15,162           | [ * 18 ]   |
| 2008年（平成20年） | 30,044           | 15,377           | [ * 19 ]   |
| 2009年（平成21年） | 29,491           | 15,064           | [ * 20 ]   |
| 2010年（平成22年） | 29,363           | 14,959           | [ * 21 ]   |
| 2011年（平成23年） | 28,755           | 14,641           | [ * 22 ]   |
| 2012年（平成24年） | 29,088           | 14,726           | [ * 23 ]   |
| 2013年（平成25年） | 29,687           | 15,074           | [ * 24 ]   |
| 2014年（平成26年） | 30,032           | 15,200           | [ * 25 ]   |
| 2015年（平成27年） | 30,729           | 15,513           | [ * 26 ]   |
| 2016年（平成28年） | 32,163           | 16,218           | [ * 27 ]   |
| 2017年（平成29年） | 33,113           | 16,685           | [ * 28 ]   |
| 2018年（平成30年） | 34,348           | 17,295           | [ * 29 ]   |
| 2019年（令和元年） | 34,111           | 17,171           | [ * 30 ]   |
| 2020年（令和02年） | 26,903           | 13,223           | [ 都交 2 ] |
| 2021年（令和03年） | 27,127           | 13,742           | [ 都交 3 ] |
| 2022年（令和04年） | 28,834           | 14,606           | [ 都交 4 ] |
| 2023年（令和05年） | 30,671           | 15,515           | [ 都交 1 ] |

## 駅周辺
東京都道・千葉県道50号東京市川線（新大橋通り）と東京都道476号南砂町吾嬬町線（丸八通り）の交差点のほぼ直下に駅が位置する。
- 江東病院
- 東京都立城東高等学校
- 東京都立大塚ろう学校城東分教室
- 江東区立第四大島小学校
- 大島六丁目団地

### バス路線
最寄りバス停留所は、丸八通り、新大橋通り上にある大島駅前バス停となる。以下の路線バスが乗り入れ、東京都交通局により運行されている。
- 草24：浅草寿町行 / 東大島駅前行
- 亀24：亀戸駅前行 / 葛西橋行
- 亀21：亀戸駅前行 / 東陽町駅前行

## 隣の駅
東京都交通局（都営地下鉄）
 都営新宿線
■急行
森下駅 (S 11) - 大島駅 (S 15) - 船堀駅 (S 17)
■各駅停車
西大島駅 (S 14) - 大島駅 (S 15) - 東大島駅 (S 16)